# Фінансовий консалтинг
Фінансовий консалтинг — допоміжна діяльність у сфері фінансів, що передбачає надання консультацій з фінансової діяльності (діяльність, яка приводить до змін розміру і складу власного капіталу та зобов'язань).
Фінансовими консультантами зазвичай є брокери, інвестиційні консультанти, аудитори, адвокати, страхові агенти та інші професіонали.
Фінансові консультанти радять клієнтам фінансові продукти чи послуги, зважаючи на рівень власної кваліфікації та спеціалізації.